# Palazzo Bevilacqua Costabili

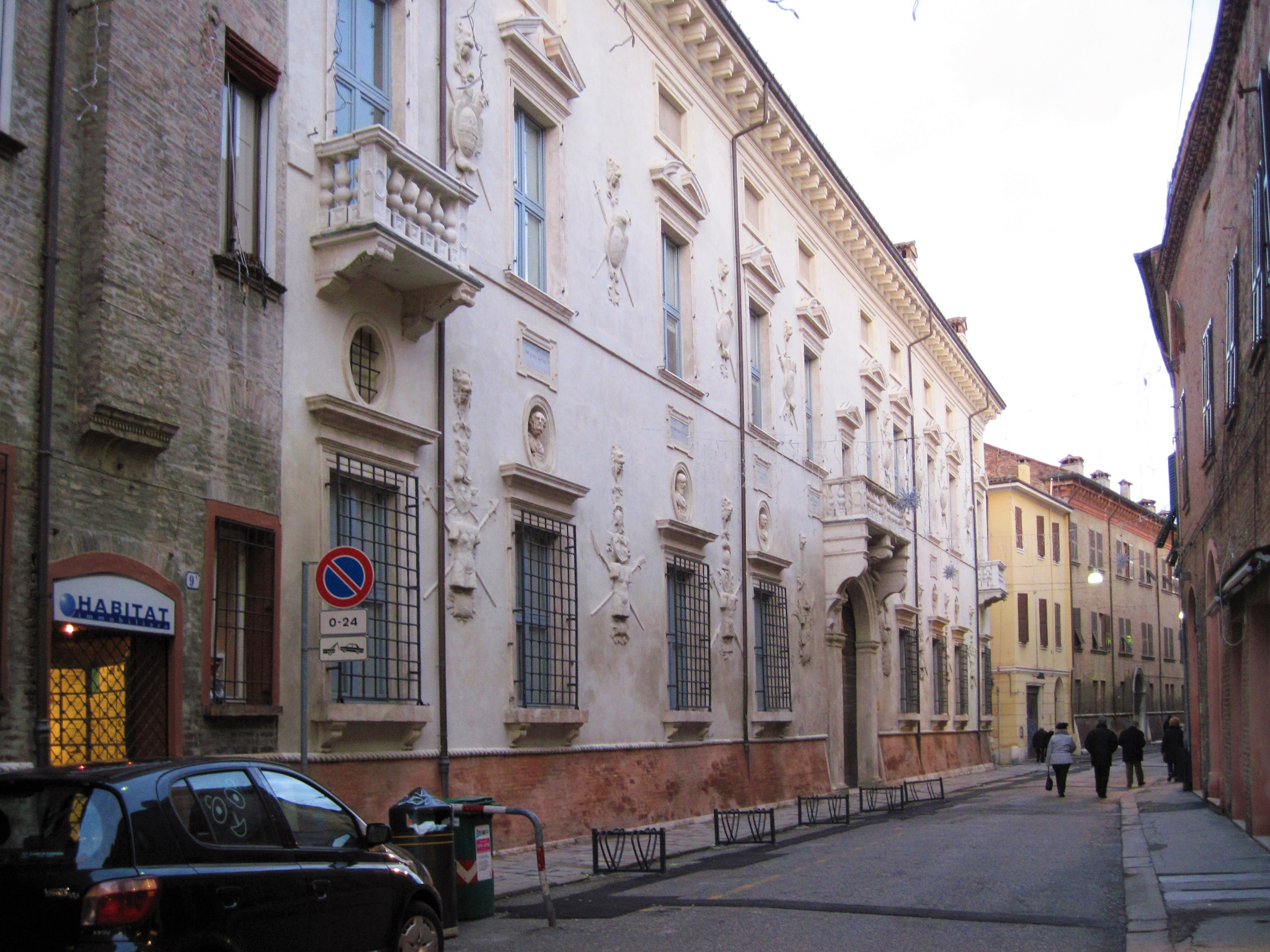
Fassade des Palazzo Bevilacqua Costabili

Der Palazzo Bevilacqua Costabili oder auch Palazzo Bevilacqua Boschi ist ein Palast im Zentrum von Ferrara in der italienischen Region Emilia-Romagna. Der Palast liegt in der Via Voltapaletto 11 und wurde 2006 nach der Durchführung von Restaurierungen wiedereröffnet, um den neuen Sitz des Lehrstuhls für Wirtschaft und Management der Universität Ferrara aufzunehmen.

## Geschichte
Den Palast ließ die Familie Bevilacqua-Aldobrandini 1430 errichten, nachdem sie zur Hochzeit von Cristin Francesco Bevilacqua mit Lucia Ariosti von Verona nach Ferrara umgezogen war.
Nachdem der Palast offiziell „Palazzo Bevilacqua“ getauft wurde, wurde mit der Erlaubnis des Papstes seine Fassade im Auftrag des Kardinals Bonifazio Bevilacqua, der sie mit militärischen Trophäen ausstatten ließ, umgestaltet; 1710 wurde sie im Auftrag von Ercole Bevilacqua, der kurz vorher zum Richter des Collegio dei Savi (Organ der Republik Venedig) komplettiert; er ließ die Monumentaltreppe errichten und den Innenhof abändern.
1830 gelangte der Palast in den Besitz von Markgraf Giovanni Battista Costabili Containi, der die Decken des Piano nobile abändern ließ und seine Sammlung alter Kodizes, Bücher und Gemälde dort unterbrachte. Insbesondere die Gemäldesammlung galt als eine der wichtigsten auf europäischer Ebene. 1841, nach dem Tod von Giovanni Battista Costabili Containi, erbte Giovanni Costabili Containi, der Gatte von Malvina Trotti Mosti, das Anwesen zusammen mit der gesamten Sammlung, um sie 1871 an seine Söhne weiterzugeben, die nach der Registrierung aller im Palast enthaltenen Güter sich entschlossen, die wertvollsten Objekte zu verkaufen, um die Schulden der Familie zu bezahlen.
1916 kaufte der Graf Francesco Mazza den Palast von der Familie Costabili Containi und nutzte ihn als Mädcheninternat; später wurde dort eine private Klinik für psychisch Kranke untergebracht, dann ein Supermarkt, ein Kino und schließlich, zwischen 1930 und 1979, Wohnungen und Büros. 1988 kaufte die Stadt Ferrara den Palast und überließ ihn 1997 der Universität Ferrara in Erbpacht auf 99 Jahre.

## Beschreibung
Die Fassade des Palastes wird Giovanni Battista Aleotti zugeschrieben, der vorher Ornamentalarbeiten an der Fassade des Palazzo Bentivoglio durchgeführt hatte und von dem der vorgenannte Kardinal Bevilacqua seine Inspirationen zog und wünschte, dass die Fassade seines Palastes in gleicher Weise verziert und verschönert würde. Der mittlere Teil der Fassade ist durch das Eingangsportal und den darüber angebrachten Balkon gekennzeichnet, der durch Volutenkonsolen gestützt wird, zwischen denen Skulpturen befinden, die „Concordia“ (dt.: die Einheit) und „Verità“ (dt.: die Wahrheit) darstellen.

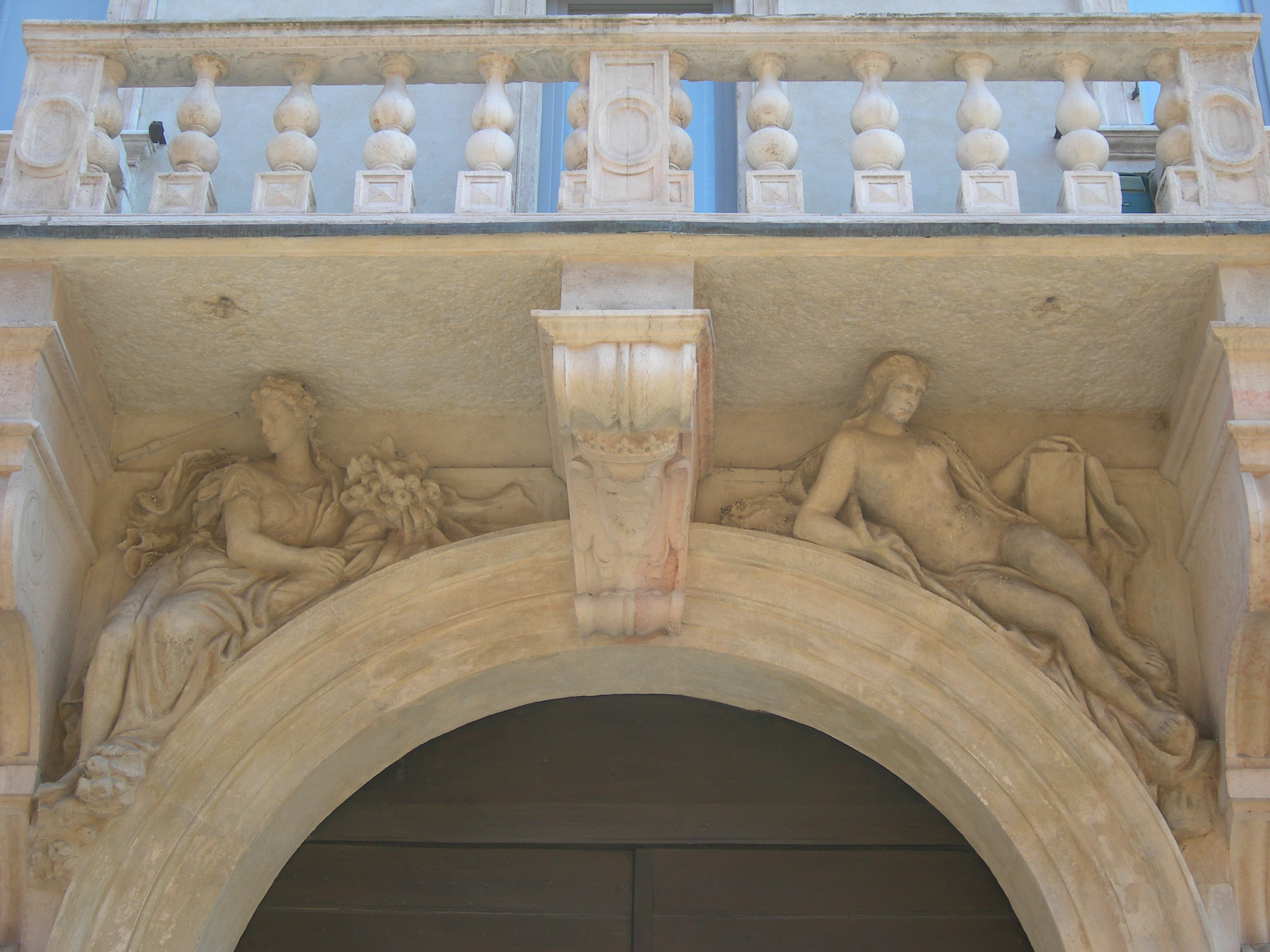
Detail des Eingangsportals mit den Statuen von „Concordia“ und „Verità“

Die Fenster sind in zwei Reihen angeordnet, während der Rest der Fassade mit halbrunden Nischen verziert ist, die Büsten römischer Kaiser und antiker Philosophen enthalten, und mit plastischen Dekorationen in Sandstein, die Rüstungen und militärische Trophäen, gestützt von Löwenköpfen, darstellen, und darüber hinaus mit Tafeln mit lateinischen Mottos, verziert in Gold.
Wenn man die Eingangshalle mit Gewölbedecke und darüber angebrachten Lünetten, gestützt durch schwebende Kapitelle in Stuck, durchquert hat, gelangt man zur Loggia des Innenhofes, die aus fünf Bögen, gestützt durch Säulen mit Kapitellen und Archivolten, bestehen. Die Loggia vermittelt den Zugang zur „Sala dei canestri di fiori e frutti“ (dt.: Saal der Blumen- und Obstkörbe), den man im Erdgeschoss findet und der eine Kassettendecke mit sechseckigen Höhlungen, geteilt in neun Felder mit Blumen-, Frucht- und Gemüsekompositionen in der Mitte und Malereien aus dem 17. Jahrhundert, hat. Am Ende der Loggia gelangt man zur Ehrentreppe, die 1710 errichtet wurde und aus drei Reihen von Bögen, gestützt von Säulen und einer Landung mit Balustern, besteht und zum Piano Nobile des Palastes führt, das hauptsächlich mit Dekorationen aus dem 19. Jahrhundert versehen ist.
Wenn man über die Ehrentreppe hinaufgestiegen ist, gelangt man in den alten „Ehrensalon“, von dem heute keine historischen Spuren mehr erhalten sind. Der große Raum war im 18. Jahrhundert unterteilt durch einen Schrank, verziert mit Stuckmarmor, mit anschließender Rückwand und beherbergte wichtige Sammlerstücke des Markgrafen Giovanni Battista Costabili. Es folgt der „Salon der Antiken“, dessen Gewölbedecke von Francesco Saraceni mit heraldischen Symbolen der wichtigsten italienischen Adelshäuser, darunter denen der Este, der Sforza, der Scaliger, der Gonzaga und der Visconti, bemalt wurde.
Diesem folgt der „Saal der Mythologie“, auf dessen Gewölbe einige Szenen mit mythologischen Charakteren abgebildet sind, die Jupiter zeigen, der vom Olymp wegfahren will, die Erinnyen Alekto und Megera. Rechts von Jupiter sitzt Minerva und links Victoria. In einer zweiten Szene ist Merkur abgebildet, der den Hermesstab hält, während er eine Nachricht von Jupiter an Venus in Begleitung von Nymphen weitergeben will und Amor der Szene beiwohnt.
Im anschließenden „Saal von Amor und Psyche“ ist die Decke mit vier Tondos verziert, die einige Momente der Geschichte von Amor und Psyche illustrieren. Schließlich gelangt man in den letzten Raum des Palastes, das „Zimmer der Bibliothek“.

## Sitz eines Lehrstuhls der Universität Ferrara
Seit 2006 ist der Palazzo Bevilacqua Costabili Sitz der Wirtschaftsfakultät der Universität Ferrara, Lehrstuhl für Wirtschaft und Management.